# Chesapeake og Ohio-kanalen
Chesapeake and Ohio Canal eller bare C&O-Kanalen, blev åbnet i 1850 og blev anvendt til transport af varer mellem Pennsylvania og Washington D.C. i 74 år, frem til 1924. Kanalen er et eksempel på de mere end 4.500 km kanaler, der blev bygget i USA fra slutningen af 1700-tallet og frem til midten af 1800-tallet. Kanalen er også et eksempel på, at store byggeprojekter, der overskrider såvel tidsramme som budget ikke er nogen moderne opfindelse.
Kanalen og området omkring er det en National Historic Park.

## Historie
Historien om kanalen er også en del af historien om USA's industrielle udvikling. Kanalen blev anlagt blandt andet for at skabe bedre forbindelse mellem hovedstaden og det nye industriområde ved Harpers Ferry.

### Begyndelsen
Allerede i 1802 var man begyndt at bygge en kanal langs Potomacfloden, den såkaldte Patowmackanal. Kanalen bestod af en række mindre kanaler, der skulle gøre det muligt at sejle med flodpramme forbi de steder, hvor floden var vanskeligt passabel, fx ved Great Falls og ved Harpers Ferry. Denne kanal lå på Virginiasiden af floden. Nogle år efter besluttede man imidlertid at bygge en kanal på Maryland-siden af floden, da det eksisterende kanalsystem ikke var effektivt nok.
Den 4. juli 1828 tog den daværende præsident, John Quincy Adams det første spadestik til kanalen, der blev kaldt "Det store nationale projekt". Kanalen skulle starte i Georgetown lige uden for Washington DC, og gå til Pittsburgh, Pennsylvania, og på den måde skulle den forbinde Chesapeake Bay med Ohiofloden. Potomacfloden er meget lavvandet, hvilket gør den vanskelig at sejle på for større både, og den oprindelige kanal blev besejlet af flodpramme, der blev staget ned ad floden til Washington. Her solgte bådførerne typisk såvel last som båd, hvorefter de vandrede tilbage til deres udgangspunkt. Denne metode gav selvsagt en kraftig begrænsning på de mængder fragt, de enkelte både kunne medføre. Samme år som byggeriet af C&O-Kanalen blev indledt, købte Chesapeake and Ohio Canal Company, som forestod byggeriet, den gamle Patowmac kanal, som derefter hurtigt blev nedlagt.
Den nye kanal skulle i modsætning til "Patowmac Canal" være en ubrudt kanal fra Washington DC til Pittsburgh. På denne måde behøvede prammene ikke at komme ud på selve floden, og i stedet for, at de skulle stages frem, skulle der anlægges en træksti langs kanalen, så prammene kunne trækkes af muldyr. Dette ville også gøre det muligt at transportere gods op ad floden, i stedet for kun ned ad denne, som tilfældet var med den tidligere kanal.
Kanalen skulle være ca. 740 km (460 miles) lang. Arbejdet blev estimeret til at tage ca. 10 år, og budgettet for byggeriet var 3 millioner dollars, et for den tid ret voldsomt beløb.

### Problemer
Byggeriet, der blev forestået af Chesapeake and Ohio Canal Company, løb ret hurtigt ind i problemer. Der var problemer med at skaffe de bevilgede midler, når de skulle bruges. Der var problemer med forskellige epidemier, som ramte arbejderne ved kanalen, og ikke mindst var der problemer internt i arbejdsstyrken. Blandt andet udbrød der etniske uroligheder mellem de engelske, irske og hollandske arbejdere, der arbejdede på projektet. Endelig havde ingeniørerne simpelthen undervurderet de tekniske vanskeligheder i forbindelse med byggeriet. Det betød forsinkelser af byggeriet, og forsinkelserne krævede, at der skulle investeres endnu flere penge i at få byggeriet gjort færdigt. Et eksempel er bygningen af Paw Paw tunnellen 30-40 km syd for Cumberland i Maryland. Byggeriet var vurderet til at tage 2 år, men det endte med at der gik 14 år, fra byggeriet gik i gang, til tunnellen kunne åbnes for trafik. Heraf var de otte år gået med selve byggeriet. Samtidigt konkurrerede kanalselskabet med Baltimore and Ohio Railroad, som havde begyndt byggeriet af en linje mellem Washington DC og Pittsburgh nøjagtigt samme dag, som byggeriet af kanalen begyndte.
I 1850 var kanalen nået til Cumberland, Pennsylvania, og man besluttede, at man ikke ville fortsætte den. På det tidspunkt, havde byggeriet taget 22 år mod de forventede 10 år, og prisen var steget fra de budgetterede 3 millioner dollars til over 13 millioner dollars; mere end en fire-dobling af det oprindelige budget. Desuden endte kanalen med kun at blive ca. 300 km (185 miles) lang, mod de planlagte 740 km. Det var altså kun knap halvdelen af kanalen, der blev bygget.

### Drift
Da kanalen endelig blev færdig (eller den del af den, der blev færdig), var den allerede forældet. Allerede i 1842 havde Baltimore and Ohio Railroad etableret en forbindelse mellem Washington DC og Cumberland. Men alligevel kom kanalen i brug. Jernbanetransporten var trods alt ikke lige velegnet til transport af alle slags gods, så specielt kul, gødning, cement, samt hø og halm, blev transporteret på de muldyrtrukne flodpramme. I alt blev der fragtet ca. 880.000 tons gods på pramme i det år, hvor aktiviteten på kanalen var størst. Desværre for kanalen døde transporten ud efterhånden som bedre alternativer dukkede op. Kanaltransporten var blandt andet meget følsom over for vejret, og kanalen blev flere gange ramt af oversvømmelse, fx i 1889. Efter denne oversvømmelse blev driften af kanalen overdraget til Baltimore og Ohio Railroad. I 1924 blev kanalen ramt af endnu en oversvømmelse, og så blev den lukket helt.

## Rekreativt område
Fra kanaltransporten blev stoppet frem til omkring 1950, fik kanalen lov til at forfalde. I 1938 købte staten kanalen med henblik på at lave den til et rekreativt område, men det satte 2. verdenskrig en stopper for. Efter krigen var der planer om at kaste kanalen til, og etablere en bilvej oven på den. Imidlertid lykkedes det, efter en folkelig protest, anført af en højesteretsdommer at redde såvel kanalen som trækstien ved siden af, og fra 1971 har hele kanalområdet været udlagt som naturpark (ca. 80 kvadratkilometer). Flere steder langs kanalen er der etableret campingpladser, man kan vandre eller cykle ad trækstien langs kanalen, og visse steder er det også muligt at leje kanoer eller robåde. Nogle steder kan man også få en tur med en kanalbåd, der som i kanalens “storhedstid” trækkes af muldyr. Det meste af kanalen er dog i dag tørlagt.

## Kanalfakta
Kanalen er ca. 300 km lang. Den starter i Georgetown, hvor Rock Creek udmunder i Potomacfloden. Bredden varierer mellem ca. 18 og ca. 25 meter. Dybden er knap to meter (6 fod). Trækstien langs kanalen er ca. 4 meter bred (i dag er den dog noget smallere visse steder).
Fra Georgetown, der ligger nogenlunde ved havets overflade stiger kanalen omkring 200 meter frem mod Cumberland. For at hæve flodprammene til denne højde er der etableret 74 sluser langs kanalen. Sluserne er ca. 31 meter lange, knap 5 meter brede og godt 5 meter dybe. Ved sluserne blev der etableret beboelse for "slusepasseren", og mange af disse udviklede sig til kroer, hvor bådfolkene kunne få noget at spise og drikke og af og til overnatte under lidt mere komfortable forhold end om bord i flodprammene.
En typisk flodpram var ca. 28 meter lang og lastede omkring 125 tons. Beboelsesområdet til mandskabet var typisk omkring 10 kvadratmeter. Bådene blev trukket af et sæt på 2-3 muldyr, der trak i omkring 6 timer, Derefter blev de skiftet ud med et andet sæt, der så trak de næste 6 timer, mens det første sæt hvilede og så fremdeles.
Turen fra Cumberland til Georgetown tog ca. 7 dage med en 18 timers arbejdsdag. Det svarer til en gennemsnitshastighed på omkring 6 km i timen. En båd tog i gennemsnit 25 ture om året, og i kanalens største år, var omkring 800 både i drift på kanalen.
Mange steder passerer kanalen naturligvis vandløb, der løber ud i Potomacfloden. For at give plads for de mindre af disse vandløb er der etableret 150 gennemstrømningssteder under kanalen. Ved større vandløb byggede man akvædukter hvor kanalen så blev ført over disse større vandløb. I alt blev der bygget 11 akvædukter, hvoraf 10 fortsat eksisterer.
Paw Paw-Tunnelen ved Green Ridge syd for Cumberland er ca. 1000 meter lang. Den er 9 meter bred og ca 8 meter høj. Trods bredden kunne kun én båd sejle igennem ad gangen.

## Eksterne kilder
- National Park Services brochure om kanalen
- Informationer fra Great Falls Visitors Center og Georgetown Visitor Center

39°31′01″N 77°51′45″V / 39.5169°N 77.8625°V